# Huhtasaari (ö i Egentliga Tavastland)
Huhtasaari är en ö i Finland. Den ligger i sjön Kuohijärvi och i kommunen Tavastehus i den ekonomiska regionen  Tavastehus ekonomiska region  och landskapet Egentliga Tavastland, i den södra delen av landet, 120 km norr om huvudstaden Helsingfors. Öns area är 3,6 hektar och dess största längd är 370 meter i sydväst-nordöstlig riktning.